# Heinz Rudolf Kunze

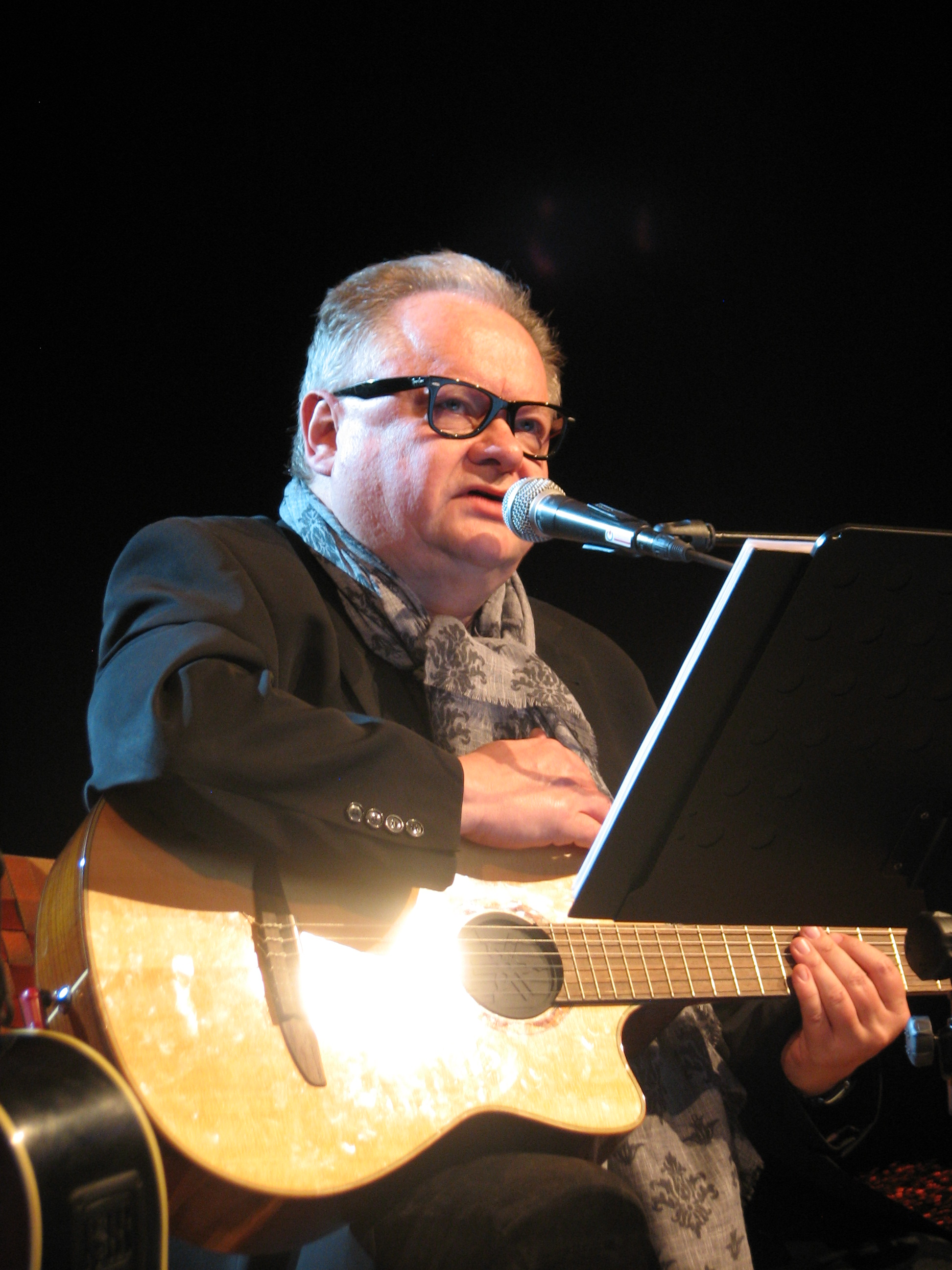
Heinz Rudolf Kunze (Wittenberga 2017)

Heinz Rudolf Kunze (ur. 30 listopada 1956 w Espelkamp) – niemiecki muzyk, literat, publicysta. Bierze czynny udział w życiu kulturalnym – śpiewa, pisze książki, prowadzi programy telewizyjne o utworach słowa pisanego oraz tworzy libretta do musicali. Stworzył m.in. niemieckie wzory „Nędzników” i „Miss Saigon”. Jego kariera rozpoczęła się w latach 80. XX wieku, a cechą charakterystyczną jego utworów jest wykonanie wyłącznie w języku ojczystym. 

## Wszystkie albumy
1. „Nonstop (Das bisher Beste von Heinz Rudolf Kunze)”
2. „Dabeisten ist alles- live”
3. „Kommando Zuversicht”
4. „Kunze: macht Music”
5. „Brille”
6. „Wunderkinder”
7. „Balladen”
8. „Korrekt”
9. „Halt”
10. „Ausnahmezustand”
11. „Einer für alle”
12. „Gute Unterhaltung”
13. „Eine Form Von Gewalt”
14. „Der schwere Mut”
15. „Alter Ego”
16. „Deutsche singen bei der Arbeit”
17. „Rückenwind”
18. „Der Golem aus Lemgo”
19. „Reine Nervensache”
20. „Dein ist mein ganzes Herz”
21. „Sternzeichen Sündenbock (Live im Mainzer Unterhaus)”
22. „Die Städte sehen aus wie schlafende Hunde”
23. „Wasser bis zum Hals steht mir”
24. „Klare Verhältnisse”
25. „Das Original”
26. „Richter-Skala”

## Książki
1. „Ein Mann sagt mehr als tausend Worte”
2. „Artgerechte Haltung”
3. „Vorschuß statt Lorbeeren”
4. „Ein Sommernachtstraum”